# Grevskapet Sargans

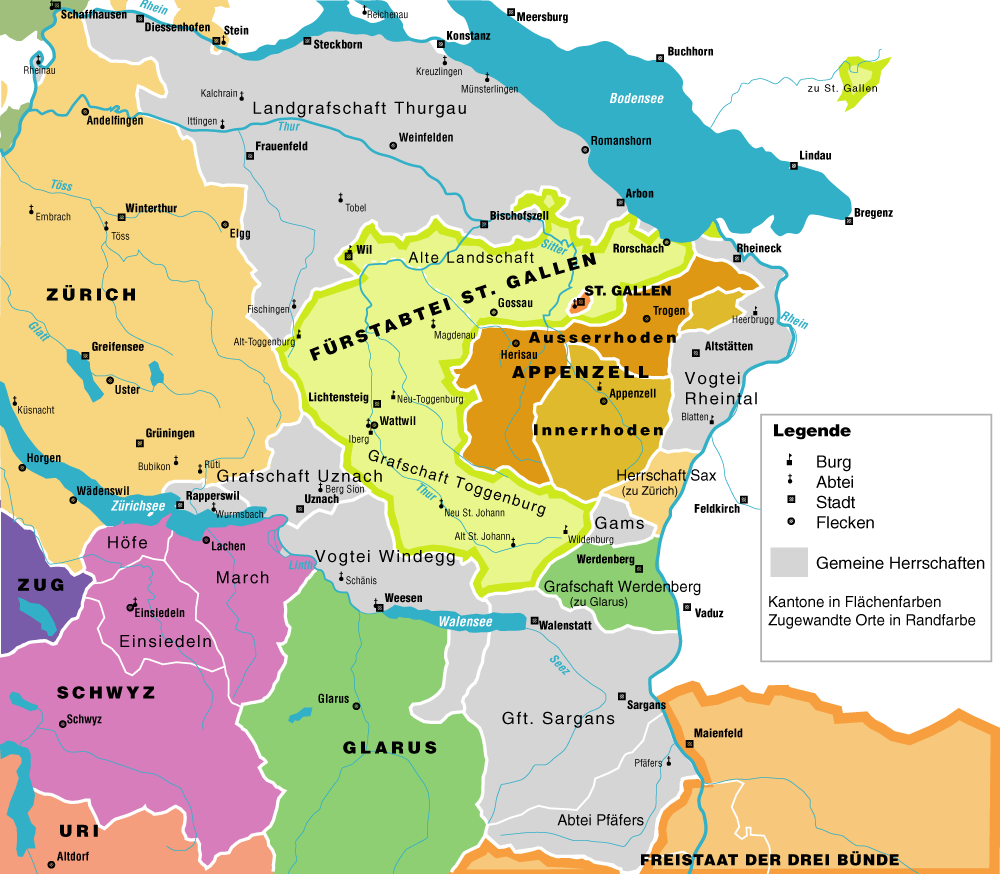
Karta över östra Schweiz 1798 med grevskapet Sargans territorium utmärkt.

Grevskapet Sargans var till 1798 ett historiskt territorium i nuvarande kantonen Sankt Gallen. Centrum var köpingen och slottet Sargans. Grevskapet Sargans utgjorde 1460–1798 som landshövdingedöme ett kondominat (Gemeine Herrschaft) för det Gamla edsförbundet. Termen ”Sarganserlandet” var till 1798 synonymt med ”grevskapet Sargans”. Termen var sedan fjortonhundratalet ett uttryck för en stark egenidentitet som ända in i våra dagar har levt kvar politiskt, ekonomiskt och kulturellt.